# Agroforesteria

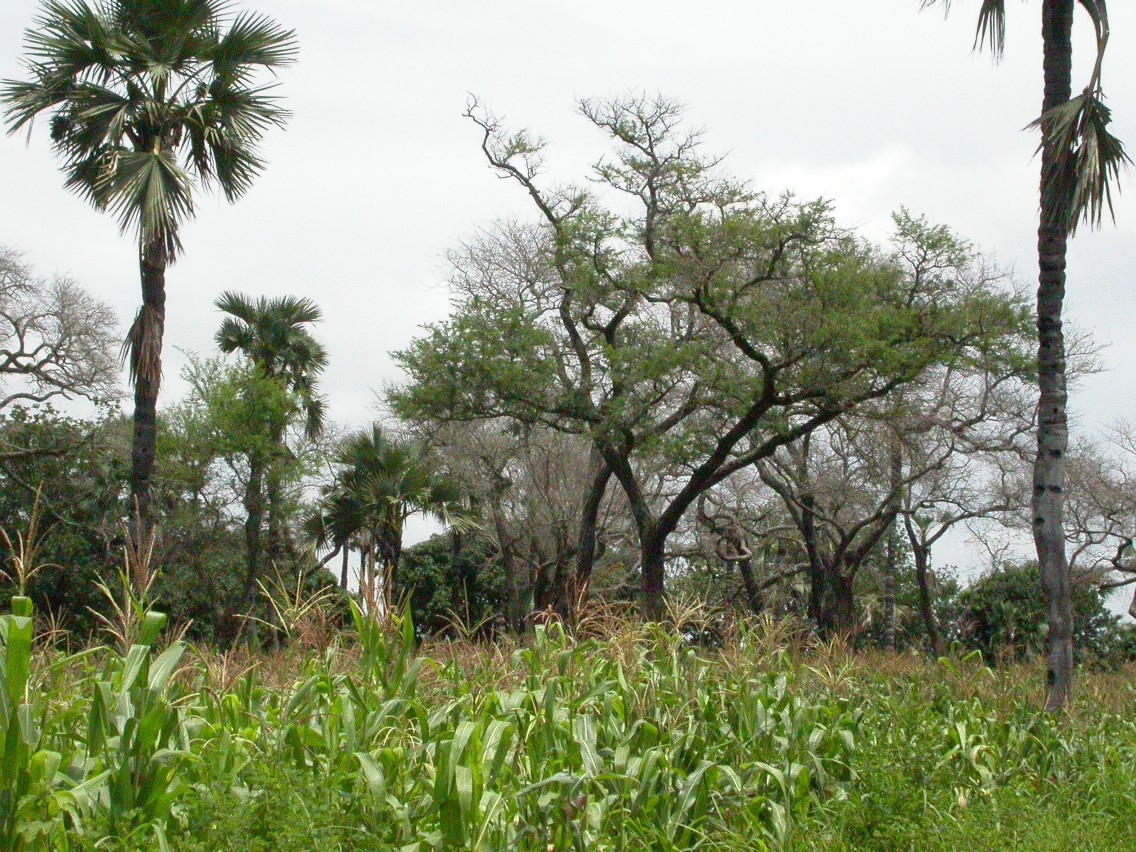
Sorgo cultivades en Faidherbia albida i Borasses a prop de Banfora a Burkina Faso.

L'agroforesteria és una activitat que es beneficia de la combinació d'arbres i arbustos amb cultius i/o bestiar. Combina la tecnologia de la silvicultura i agricultura per a crear sistemes d'ús de la terra més diversos, integrats, productius, profitosos, saludables i sostenibles. El sistema pot ser integrat en forma espacial o en seqüència temporal.

## Història de l'agroforesteria
Els sistemes agroforestals existeixen pràcticament des de l'inici de l'agricultura. Hi ha vestigis d'això en la major part de les cultures antigues, en les quals s'integraven diversos components productius i es gestionaven de manera complexa, el que amb algunes modificacions segueix succeint en l'actualitat; cridem a aquesta actitud humana cap a la producció tradició agroforestal, més clar: sistemes tradicionals amb qualitats agroforestals.
El que és relativament nou és haver denominat aquestes pràctiques agrícoles sota un nom i sistematitzat el seu estudi, perquè implícitament s'assumeix que els sistemes agroforestals són preexistents, és a dir eren ja abans de prendre tal denominació.

## Agroforesteria, consideracions per a definir-la
A pesar de la densa discussió sobre açò durant els anys 70 i 80, hi ha consens que una definició de l'agroforesteria haurà d'incloure els següents punts: 
| Com a ciència                                                                                | Com a opció social                                                         | Com a pràctica productiva                                                                              |
| -------------------------------------------------------------------------------------------- | -------------------------------------------------------------------------- | --- |
| És interdisciplinària i integradora, conjunyeix diverses perspectives                        | Ha de ser compatible amb els hàbits de la població local                   | Ha de ser deliberada                                                                                   |
| Requereix un enteniment de les relacions biofísiques i socioeconòmiques que es donen en ella | No és una alternativa en si, la seua optimització circumstancial la fa tal | Ha d'estar present almenys una espècie llenyosa                                                        |
|                                                                                              |                                                                            | Gestiona en un mateix espai de terra, cultius (herbacis, matolls o arboris), o animals                 |
|                                                                                              |                                                                            | Intenta optimitzar l'aprofitament dels recursos disponibles en una primera instància i en el seu cicle |
|                                                                                              |                                                                            | Suporten un arranjament espacial o temporal                                                            |
|                                                                                              |                                                                            | Objectiva la maximització del rendiment en el llarg termini                                            |
|                                                                                              |                                                                            | Ofereix múltiples eixides                                                                              |

Són consideracions que ha de tenir en compte:
- Intenció. Es fa perquè es vol fer
- Interacció. Els components han d'interaccionar entre si
- Múltiples eixides. Ha d'oferir més d'un producte o servei, i
- Temps, ha d'excedir l'any de gestió.[2][3][4][5]

Concloguem que és possible expressar-se simplement:
| « | …és l'art i la ciència de conrear arbres en combinació interactiva amb cultius o animals en la mateixa unitat de terra amb propòsits múltiples. | » |

I una versió oficial: 
| « | …és un sistema dinàmic, basat ecològicament en el maneig dels recursos naturals que, a través de la integració d'arbres en terres agrícoles i de pasturatges, diversifica i sosté la producció per a augmentar els beneficis ambientals, econòmics i socials dels usuaris de la terra en tots els nivells. | » |